# Lithornithidae
Die Lithornithidae sind eine ausgestorbene Familie steißhuhnähnlicher Vögel, die vom unteren Paläozän bis zum unteren Eozän lebten. Zu der Familie werden vier Gattungen gezählt: Calciavis, Lithornis, Paracathartes und Pseudocrypturus. 
Die Lithornithidae gehören zu den Urkiefervögeln (Palaeognathae), sind also, neben den Steißhühnern, mit den Laufvögeln (Struthioniformes) verwandt.
Sie sind den Steißhühnern sehr ähnlich, besaßen aber gut entwickelte Flügel, eine ausgeprägtere Flugfähigkeit und hatten große, gekrümmte Krallen, die noch für ein Aufsitzen in Bäumen geeignet waren. Die Krallen der bodenbewohnenden Steißhühner sind flach. Die Schädelknochen waren nur unvollständig zusammengewachsen, das Brustbein gekielt, ein nur schwach zusammengewachsenes Pygostyl trug einen kurzen Schwanz.
Der Erstbeschreiber Peter Houde verglich ihren Schnabel mit dem der Kiwis und nahm an, dass sie damit im Erdreich der baumbestandenen Überflutungsebenen des westlichen Nordamerikas im Paläogen nach wirbellosen Tieren stocherten.